# Caesalpinia yunnanensis
Caesalpinia yunnanensis är en ärtväxtart som beskrevs av S.J.Li, D.X.Zhang och Z.Y.Chen. Caesalpinia yunnanensis ingår i släktet Caesalpinia och familjen ärtväxter. Inga underarter finns listade i Catalogue of Life.